# استان سوئز
استان سوئز (به عربی: محافظةالسويس) یکی از استان‌های کشور مصر است.

## شهرها
| استان     | شهرستان | جمعیت (۲۰۰۱) | مساحت (کیلومتر²) | تراکم جمعیت (نفر/کیلومتر²) |
| --------- | ------- | ------------ | ---------------- | -------------------------- |
| سوئز      | سوئز    | ۴۵۰٬۷۶۴      | ۱۶۱۰۵            | ۱۵۴                        |
| سوئز      | اربعین  | ۳۹۳٬۲۸۰      | ۱۹۱۳۰            | ۱۹۰                        |
| سوئز      | عتاقه   | ۱٬۱۲۰٬۰۰۰    | ۱۵۱۵۲            | ۲۴۷                        |
| سوئز      | جناین   | ۳۳۲٬۶۷۲      | ۱۵۳۵۹            | ۱۶۸                        |
| جمع استان |         | ۴۳۸٬۷۵۰      | ۲۵٬۴۰۰           | ؟                          |